# Kim Moberg
Kim Mikaela Moberg, född 6 juli 1996 i Sundsvall, är en svensk travkusk och galoppjockey. Hon innehar licens vid Solvalla, och arbetar tillsammans med sin far Svante Båth i hans stall. Hon började som montéryttare, men kör numera endast sulkylopp. Hon ses ofta som ett av de stora framtidsnamnen inom sporten, och hennes körstil i lopp jämförs ibland med Örjan Kihlström.

## Karriär
2016 körde och vann hon sitt första V75-lopp på Sundbyholms travbana med hästen Mellby Caddy, och 2017 mottog hon Nordinstipendiet. Under 2017 körde hon in ca 1,4 miljoner kronor, en ökning med nästan en miljon kronor jämfört med 2016. Hon deltog även med hästen Tricia i Diamantstoet, där ekipaget slutade på en fjärdeplats. Hennes hittills största seger kom den 13 januari 2018 på Jägersro, där hon segrade i ett Klass II-försök med hästen Global Unlimited.
I slutet av 2020 fick Moberg tillsammans med Dwight Pieters och Victor Rosleff mottaga Stig H-stipendiet. Under 2021 började Moberg även att rida galopplöp, och tog ut jockeylicens. Tillsammans med Julian McLaren har hon en dotter född 8 mars 2022.